# Pablo Pacheco
Pablo Pacheco Vidal (* 22. Juni 1908 in Callao; † 2. Mai 1982) war ein peruanischer Fußballspieler. Er nahm an der ersten Fußball-Weltmeisterschaft 1930 in Uruguay teil.

## Karriere

### Verein
Pacheco begann seine Karriere in seiner Heimatstadt Callao bei den lokalen Vereinen Club Sportivo Jorge Chávez und Unión Buenos Aires. Er wechselte 1928 zu Universitario de Deportes, wo er ein Jahr später die peruanische Meisterschaft gewann. 1933 kehrte er zu Jorge Chávez zurück, wo er seine aktive Laufbahn 1935 beendete.
Aufgrund seines Siegtores beim ersten Aufeinandertreffen mit Alianza Lima am 23. September 1928 genießt Pacheco bei den Fans von Universitario bis heute große Popularität.

### Nationalmannschaft
Bei der Weltmeisterschaft 1930 stand Pacheco im peruanischen Aufgebot, kam dort in den beiden Vorrundenspielen gegen Rumänien und den späteren Weltmeister Uruguay jedoch nicht zum Einsatz. Er bestritt auch nach der Weltmeisterschaft kein Länderspiel für Peru.

## Erfolge
- Peruanische Meisterschaft: 1929